# Справа минула
Справа минула (рос. Дело прошлое) — радянський мультиплікаційний фільм, випущений Свердловською кіностудією в 1989 році. 

## Сюжет
У село, в будинок бабусі Нюри, приїжджає мужик з міста — Спадкоємець, лихий і нахабний. Спадщина йому бабусине не сподобалося. Подружка бабусі Нюри вирішує внучка провчити, пускає в будинок потвор Акулька з Дунька. Вночі вони влаштовують пісні і танцю, перевертають будинок догори дном, щоб Спадкоємець згадав дитинство і одумався.

## Озвучування
- Олена Волоскова — читає текст

## Знімальна група
- Автор сценарію: Надежда Кожушана
- Режисер: Оксана Черкасова
- Художник-постановник: Валентин Ольшванг
- Оператор: Сергій Решетников
- Звукооператор: Віктор Геррат